# CTI BioPharma Corp
CTI BioPharma Corp — биофармацевтическая компания в США. Главной задачей компании является создание малотоксичных и эффективных препаратов против рака, в первую очередь — новых препаратов против рака крови.

## Актуальные клинические испытания
На февраль 2017 года у компании на стадии разработки находятся два препарата. Препарат Pacritinib находится на 3-й стадии клинических испытаний. Препарат ингибирует действие тирозинкиназы (ИТК)

## Продукция
PIXUVRI (Pixantrone) — применяется в качестве монотерапии при лечении взрослых пациентов с многократно рецидивирующей или агрессивной неходжкинской лимфомой. Препарату было предоставлено условное разрешение на продажу в странах ЕС. PIXUVRI не одобрен в США.